# Lluís III de França
Lluís III de França dit el Jove, rei de França (879-882).
Nascut el 863 o 864, era fill de Lluís el Tartamut al que va succeir el 879. Va compartir el tron amb el seu germà Carloman II. Van ser coronats per Ansegís, arquebisbe de Sens, a l'abadia de Ferrières el 880. Lluís es va quedar amb Nèustria i Austràsia i Carloman amb Borgonya i Aquitània. Bosó es va proclamar rei de Provença i Hug, fill de Lotari II, va reclamar Lorena, als qui va derrotar. També va vèncer als normands a Saucourt el 881 i 882. Va morir a Saint Denís el 5 d'agost de 882. El va succeir el seu germà Carloman.

## Família

### Avantpassats
|  |                         |  |  |  |  |  |  |  |  |  |  |  |  |  |  |  |
|  | 16. Carlemany           |  |  |  |  |  |  |  |  |  |  |  |  |  |  |  |
|  |                         |  |  |  |  |  |  |  |  |  |  |  |  |  |  |  |
|  |                         |  |  |  |  |  |  |  |  |  |  |  |  |  |  |  |
|  | 8. Lluís el Piadós      |  |  |  |  |  |  |  |  |  |  |  |  |  |  |  |
|  |                         |  |  |  |  |  |  |  |  |  |  |  |  |  |  |  |
|  |                         |  |  |  |  |  |  |  |  |  |  |  |  |  |  |  |
|  | 17. Hildegarda          |  |  |  |  |  |  |  |  |  |  |  |  |  |  |  |
|  |                         |  |  |  |  |  |  |  |  |  |  |  |  |  |  |  |
|  |                         |  |  |  |  |  |  |  |  |  |  |  |  |  |  |  |
|  | 4. Carles II el Calb    |  |  |  |  |  |  |  |  |  |  |  |  |  |  |  |
|  |                         |  |  |  |  |  |  |  |  |  |  |  |  |  |  |  |
|  |                         |  |  |  |  |  |  |  |  |  |  |  |  |  |  |  |
|  | 9. Judit de Baviera     |  |  |  |  |  |  |  |  |  |  |  |  |  |  |  |
|  |                         |  |  |  |  |  |  |  |  |  |  |  |  |  |  |  |
|  |                         |  |  |  |  |  |  |  |  |  |  |  |  |  |  |  |
|  | 2. Lluís II el Quec     |  |  |  |  |  |  |  |  |  |  |  |  |  |  |  |
|  |                         |  |  |  |  |  |  |  |  |  |  |  |  |  |  |  |
|  |                         |  |  |  |  |  |  |  |  |  |  |  |  |  |  |  |
|  | 10. Otó I d'Orleans     |  |  |  |  |  |  |  |  |  |  |  |  |  |  |  |
|  |                         |  |  |  |  |  |  |  |  |  |  |  |  |  |  |  |
|  |                         |  |  |  |  |  |  |  |  |  |  |  |  |  |  |  |
|  | 5. Ermentruda d'Orleans |  |  |  |  |  |  |  |  |  |  |  |  |  |  |  |
|  |                         |  |  |  |  |  |  |  |  |  |  |  |  |  |  |  |
|  |                         |  |  |  |  |  |  |  |  |  |  |  |  |  |  |  |
|  | 1. Lluís III el Jove    |  |  |  |  |  |  |  |  |  |  |  |  |  |  |  |
|  |                         |  |  |  |  |  |  |  |  |  |  |  |  |  |  |  |
|  |                         |  |  |  |  |  |  |  |  |  |  |  |  |  |  |  |
|  | 3. Ansgarda de Borgonya |  |  |  |  |  |  |  |  |  |  |  |  |  |  |  |
|  |                         |  |  |  |  |  |  |  |  |  |  |  |  |  |  |  |
|  |                         |  |  |  |  |  |  |  |  |  |  |  |  |  |  |  |

## Coronació de Lluís III
Lluís III, fill de Lluís el Quec, i d'Ansgarda de Borgonya. Va esdevenir rei dels francs a la mort del seu pare, l'any 879, quan tindria al voltant dels 16 anys. Havia estat designat com a únic successor pel seu pare, sota la tutela de Bernat Plantapilosa, i amb Hug l'Abat i Bosó de Provença com a col·laboradors. Aquesta acció tutelar designada pel pare no anava amb relació a la seva edat, sinó a la desconfiança del difunt rei, ja que el seu fill se li havia rebotat l'any anterior.
El setembre d'aquell any els homes de confiança (Bernat Plantapilosa, Hug l'Abat, Bosó de Provença i Teodoric de Vergy) del regne dels francs occidentals, coronaven rei a Lluís III respectant la darrera voluntat de Lluís II però incloent en aquesta coronació el germà mitjà, Carloman, que passaria a la història com Carloman II. L'acte de la coronació va tenir lloc a l'abadia benedictina de Ferrières, a prop de Montargis, i la cerimònia va estar presidida per l'arquebisbe Ansegise de Sens.

## Repartiment dels territoris
El març del 880, en una reunió a Amiens, va tenir lloc un repartiment de les responsabilitats de govern: Lluís s'encarregaria de Nèustria, mentre que el seu germà Carloman se'n faria càrrec de la Borgonya, l'Aquitània i la Septimània.

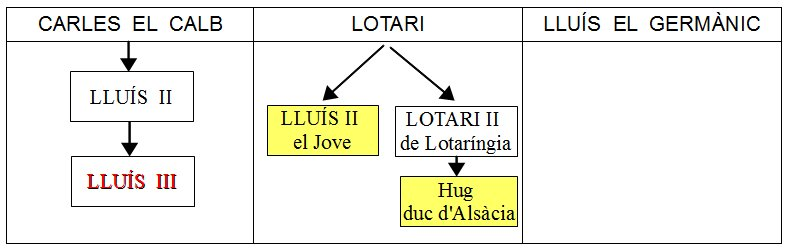
Adversaris de Lluís III rei dels francs occidentals

A la mort de Lotari II de la Lotaríngia, els seus oncles Carles el Calb (rei dels francs occidentals) i Lluís el germànic (rei dels fracs orientals) no van reconèixer el fill bastard de Lotari, Hug que era duc d'Alsàcia, i es van repartir els seus territoris amb el tractat de Meersen 870. Nou anys més tard, Hug es va aixecar en armes contra el net de Carles el Calb, intentant recuperar els territoris que havien estat del seu pare.

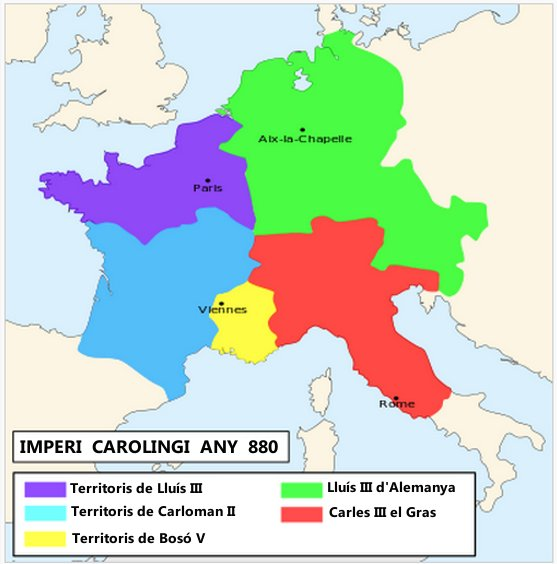
L'imperi carolingi a l'any 880, segons el tractat de Ribemont.

L'oncle d'Hug, duc d'Alsàcia, anomenat Lluís el jove esdevé enemic de Lluís III, el motiu és també intentar recuperar els territoris usurpats de la Lotaríngia. Per tal de fer front a l'atac dels Normands, els dos germans Lluís III i Carloman II es van veure obligats a negociar la pau. A començaments de l'any 880 signen el Tractat de Ribemont. Quan tot semblava encaminat cap a la pau va sorgir un nou enemic. El qui havia estat designat conseller, Bosó de Provença, es va autoproclamar rei (de la Borgonya Cisjurana, inclosa la Provença). L'agost de l'any 880, entraven en batalla contra Bosó, a prop de la localitat de Mâcon. Però les tropes de Bosó no van ser vençudes fins a la batalla de Crêches-sur-Saône, amb la qual els Carolingis recuperaven el comtat de Mâcon.

## Lluita contra els Vikings

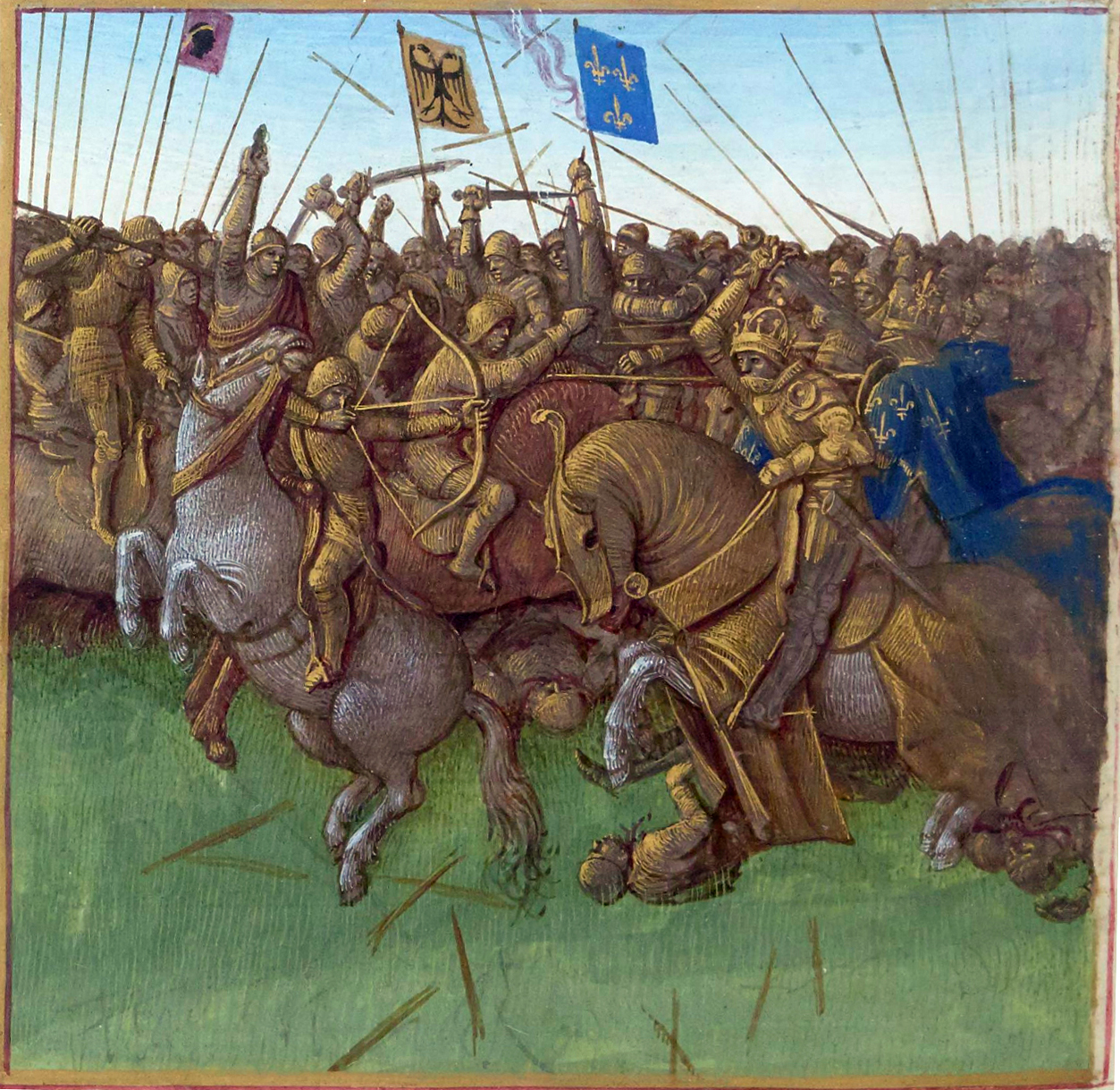
La victòria de Lluís III i Carloman II sobre els Vikings l'any 879, pintura de Jean Fouquet.

El 30 de novembre del 879, a prop del riu Viena Lluís i Carloman es van enfrontar als vikings, resultant victoriosos. L'agost del 881 els vikings atacaven novament, però els invasors van ser derrotats en la batalla de Saucourt-en-Vimeu, en la qual van morir uns 8000 vikings. Aquesta victòria va passar a la història narrada en un poema conegut com el Ludwigslied o la « chanson de Louis » (també conegut en francès perquè el manuscrit es conserva a Valenciennes; "cançó de Lluís", en català), escrit en Alt alemany antic un idioma precursor de l'actual alemany.

## Mort de LLuís
Lluís III va tenir una vida curta, va morir el 5 d'agost del 882, quan tenia uns 19 anys. Es va trencar el crani contra la llinda d'una porta massa baixa mentre passava per baix a cavall, segons diuen empaitant la filla d'un tal Germond El seu cos va ser sepultat a l'abadia de Saint-Denis i el seu germà va haver de governar en solitari des de llavors.